# 丹吉拉
丹吉拉（Dangila）是埃塞俄比亞西北部阿姆哈拉州阿古阿維地區的小鎮，座標11°16′N 36°50′E / 11.267°N 36.833°E，海拔2,137米。根據埃塞俄比亞中央統計局2005年人口普查的資料，丹吉拉人口約26,704，其中男性12,916人，女性13,788人。